# Blaisy-Bas
Blaisy-Bas település Franciaországban, Côte-d’Or megyében. Lakosainak száma 664 fő (2022. január 1.). Blaisy-Bas Turcey, Saint-Hélier, Savigny-sous-Mâlain, Trouhaut, Blaisy-Haut és Bussy-la-Pesle községekkel határos.

## Népesség
A település népességének változása:
| Lakosok száma | 470  | 469  | 575  | 679  | 714  | 701  | 669  | 647  | 639  | 664  |
|               | 1968 | 1982 | 1990 | 2006 | 2013 | 2015 | 2017 | 2019 | 2020 | 2022 |